# جيري فليشمان
جيري فليشمان (بالإنجليزية: Jerry Fleishman)‏ مواليد 14 فبراير 1922 في نيويورك - الوفاة 20 يونيو 2007، كان لاعب كرة سلة أمريكي. بدأ مسيرته الاحترافية في سنة 1944. بلغ طوله 6 قدم 2 بوصة (1.9 م). اعتزل اللعب في 1953. لعب مع غولدن ستايت ووريورز .

## روابط خارجية
- جيري فليشمان على موقع إن بي أي (الإنجليزية)
- جيري فليشمان على موقع سبورتس رفرنس (الإنجليزية)
- جيري فليشمان على موقع ريلجم (الإنجليزية)
- جيري فليشمان على موقع بروبوليرز (الإنجليزية)